# Egynél több kötőjellel írt összetételtípusok listája
Ez az egynél több kötőjellel írt összetételtípusok listája.
A mozgószabály előírja, hogy a már kötőjellel írt összetételekhez ha újabb tag járul, akkor az új kötőjel megjelenésével a régi törlődik, és a korábbi összetételi tagok egybeíródnak. Innen ered az a közkeletű felfogás, hogy magyar szavakban egynél több kötőjel nem lehet. Ez az elv azonban csak az olyan szavakra vonatkozik, amelyekben a kötőjelet a szótagszámlálás szabálya vagy egyéb mozgószabály írja elő, és más esetekben két (vagy akár több) kötőjel is előfordulhat egy szóban (l. OH. 131. o.).
1. A különírt elemet tartalmazó földrajzi nevek nem vonhatók össze újabb elem miatt:
  - Keleti-Sierra Madre + -i → Keleti-Sierra Madre-i (AkH.11 177. a))
2. Rendszerint a kötőjeles földrajzi elemek sem vonódnak össze (de l. a földrajzi nevekre vonatkozó mozgószabályt):
  - rohonci + Arany-patak → Rohonci-Arany-patak  (AkH.11 178. a))
  - Arany-patak + völgy → Arany-patak-völgy (AkH.11 178. b))
3. Tulajdonneveket nem lehet köznevekkel egybeírni:
  - Oscar-díj + átadás → Oscar-díj-átadás, hasonlóképpen Dél-Afrika-kutató
  - életmű-Oscar-díj-átadás, Davis-kupa-döntő-közvetítés (!) (OH. 135., 227.)
4. Olyankor is maradhat két kötőjel, ha kötőjeles névhez teszünk újabb elemet:
  - Konkoly-Thege + érem → Konkoly-Thege-érem (AkH.11 168.)
5. Ha rövidítés miatt van kötőjel, az szintén nem maradhat el egy újabb tag miatt:
  - fszla.-kivonat + sorszámozás → fszla.-kivonat-sorszámozás (OH. 135.)
  - DK-Ázsia + kutató → DK-Ázsia-kutató
  - PB-gáz + palack → PB-gáz-palack
6. A vegyületnevekben szereplő kötőjelek sem tűnnek el az egész névre vonatkozó újabb tag hozzáfűzése esetén:
  - szén-monoxid + mérgezés → szén-monoxid-mérgezés (OH. 131.)
7. Ha a kötőjel három azonos mássalhangzó vagy mássalhangzójegy egymás mellé kerülését előzi meg, ugyanúgy nem maradhat el, még ha a mozgószabály egybeírást írna is elő:
  - spicc-cipő + szaküzlet → spicc-cipő-szaküzlet (OH. 131. – első mozgószabály)
  - barokk kép + restaurálás → barokk-kép-restaurálás (OH. 133. – második mozgószabály)
8. Ha betűhöz, betűszóhoz vagy tulajdonnévi szóösszevonáshoz kapcsolódik utótag, az sem vonódhat össze egy következő összetételi tag miatt:
  - A-vitamin + hiány → A-vitamin-hiány, sőt A-vitamin-hiány-megelőzés (OH. 131.)
  - CD-ROM + olvasó → CD-ROM-olvasó, BKV-ellenőr-képzés
  - Matáv-számla + kiegyenlítés → Matáv-számla-kiegyenlítés (OH. 408.)
9. Ha egy betűszavas kifejezést mint összetételi utótagot toldalék követ, előtte és utána egyaránt kötőjel áll:
  - foci-vb-k (AkH.11 286. a), de: focivébék)